# Per Adolf de Jounge
Per Adolf de Jounge, född 2 februari 1826 i Österlövsta församling, Uppsala län, död där 18 december 1899, var en svensk lantbrukare, riksdagsman och ledamot av riksdagens andra kammare.